# 日鉄海運
日鉄海運株式会社（にってつかいうん、英語: Nippon Steel Shipping Co.,Ltd.）は、かつて存在した新日本製鐵（新日鉄）グループの海運企業。外航海運事業者で、製鉄の原料である鉄鉱石・石炭などのばら積み貨物の海上輸送を中心に事業を展開した。
2010年10月1日に新和海運と合併し、その際新和海運が存続会社となったため日鉄海運は解散した。

## 沿革
- 1957年（昭和32年）1月 - 日邦汽船株式会社設立。
- 1983年（昭和58年）10月 - 日鐵海運株式会社設立。
- 1985年（昭和60年）11月 - 新日鉄が日邦汽船株式会社を子会社化。
- 1990年（平成2年）12月 - 日邦汽船と日鐵海運が合併し、日鉄海運株式会社に社名変更。
- 2010年（平成22年）10月1日 - 新和海運と合併し解散[1]。